# پروانه‌ماهی فلفی
پروانه‌ماهی فلفی (نام علمی: Chaetodon guttatissimus) نام یک گونه از سرده پروانه‌ماهی است.